# おっきーのラジドラ学園
おっきーのラジドラ学園（おっきーのらじどらがくえん）は、KBCラジオで放送されていた、夜の番組である。
パーソナリティは、沖繁義（KBCアナウンサー）。

## 放送時間

### 番組終了地点の放送時間
- 火曜日：24:30～25:00(JST)（2013年4月～2018年3月27日）

### 過去の放送時間
- 土曜日：23:05～23:25(JST)（2005年10月～2006年9月）
- 土曜日：21:40～22:00(JST)（2006年10月～2007年3月）
- 土曜日：22:55～23:25(JST)（2007年4月～2008年3月）
- 水曜日：24:00～24:30(JST)（2008年4月～2008年9月）
- 日曜日：20:00～20:15(JST)（2008年10月～2009年3月）
- 日曜日：21:00～21:30(JST)（2009年4月～2009年9月）
- 土曜日：22:25～22:55(JST)（2009年10月～2010年3月）
- 木曜日：24:30～25:00(JST)（2010年4月～2010年9月）
- 土曜日：20:15～20:30(JST)（2010年10月～2011年3月、ベロベロバー内）
- 火曜日：24:30～24:45(JST)（2011年4月～2013年3月）

## 番組内容
- 毎週、エリア内の高校が製作したラジオドラマを流すのが基本構成の番組。
- ラジオドラマを流す前に、そのドラマのあらすじを語るのが恒例となっている。
- ラジオドラマが終わった後に、専門家によるワンポイントアドバイスのコーナーがある。
- 番組の後半に日本語について語るコーナーやリスナーの学校にまつわるエピソードを紹介するコーナーもある。
- 2018年3月27日をもって終了した。ちなみに最後に紹介した作品は富山県立呉羽高等学校製作の『Wレインボー』だった。